# Bosanska Krajina

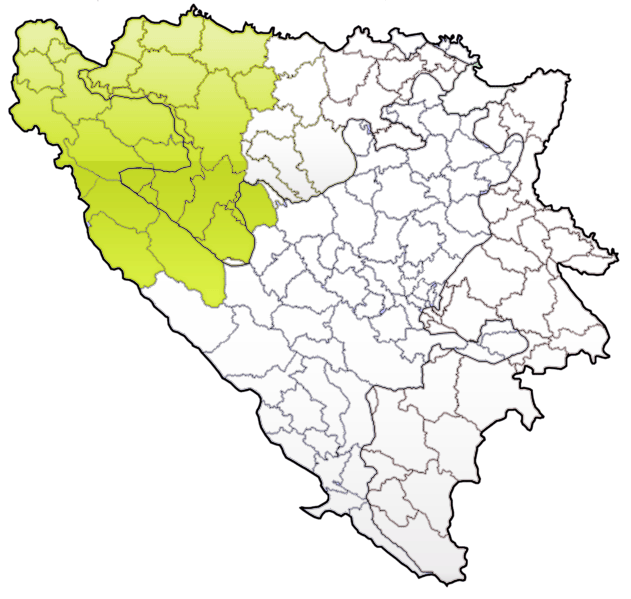
Bosanska Krajina

De Bosanska Krajina of Cazin is de uiterste noordwestpunt van Bosnië en Herzegovina, met Bihać  als belangrijkste plaats. Een andere belangrijke stad in het gebied is  Cazin .
Net als de Kroatische Krajina was ook dit gebied een militair grensdistrict, maar dan voor het Ottomaanse Rijk als bescherming tegen de Habsburgers. De sultan moedigde de vestiging van moslims en de bekering van christenen in het gebied aan. Als resultaat hiervan waren de moslims er naar Bosnische maatstaven zeer conservatief en vroom. Polygamie bleef nog tot na de Tweede Wereldoorlog bestaan.
In de Tweede Wereldoorlog functioneerde Bihac als een zelfstandige enclave onder Huska Miljkovic. Na 1945 werd het gebied het brandpunt van een aantal opstanden tegen maarschalk Tito's bewind. Ook tijdens de oorlogen in de jaren 1990 nam het een aparte positie in. Ingeklemd tussen de Servische Republiek, de Bosnische moslims en Kroaten, en de Servische Kroaten van de Krajina, wist het gebied, geregeerd door de zakenman Fikret Abdić de facto als een ministaatje te fungeren. Abdic wist de groepen effectief tegen elkaar uit te spelen. Eind 1993 splitste de enclave na een opstand tegen Abdic in tweeën, maar hij wist zich te handhaven. In 1995 werd de enclave echter opgerold door Kroatische regeringstroepen, gesteund door de Verenigde Staten, die bij het verdrijven van de Servische bevolking uit hun woongebieden steun verleenden aan het Kroatische leger in de vorm van uitschakelen van de Servische luchtmacht. Hierbij vonden honderden vluchtelingen de dood. Men wantrouwde de samenwerking met de Bosnische- en Krajinaserviërs, en was bang dat deze twee eenheden zich via Bihac zouden verenigen.